# Амбролаури
Амбролаури (на грузински: ამბროლაური) е град в Грузия, административен център на едноименния район и на целия регион Рача-Лечхуми и Квемо Сванети. Градът е малък, а обитателите му през 2014 година са само 2047 души.

## География
Амбролаури е разположен на южния бряг на река Риони, при пресичането на три пътя, водещи съответно към Они, Ткибули и Цагери. Намира се в планинска местност, средно на 609 метра надморска височина. Климатът е прохладен, а през пролетта даже могат да се видят и ледниците по околните планини.

## История
Селището е известно от 17 век като една от резиденциите на имеретинските царе. През 1769 година Соломон I Имеретински го подарява на княз Зураб Мачабели. От 1810 година влиза в състава на Руската империя, от 1846 година е в състава на новосъздадената Кутаиска губерния.
На 27 февруари 1934 година градът официално е преименуван на Енукидзе. Името принадлежи на Авел Енукидзе, руски революционер от грузински произход, съветски държавен и политически деец. След като през 1937 година той е осъден за измяна като троцкист и разстрелян, градът възвръща старото си име
През април 1991 година Амбролаури сериозно пострадва от Рачинското земетресение със сила 6,9 по скалата на Рихтер.

## Население
Населението на Амбролаури е малко, но сравнително постоянно:
| Година | Население |
| ------ | --------- |
| 1979   | 2639      |
| 1989   | 2935      |
| 2002   | 2541      |
| 2009   | 2500      |
| 2010   | 2333      |
| 2011   | 2400      |
| 2013   | 2408      |
| 2014   | 2047      |

## Градска среда
Амбролаури се откроява от останалите грузински градове със своя европейски вид. Сградите и улиците са много добре поддържани и чистотата навсякъде е изрядна. На всяка улица е поставена указателна табела с името ѝ, има даже и интернет.
В града има два основни площада – „Главния площад“ и „Площада с бутилката“. Улицата, която ги свързва, е главната и „парадна“ улица на града и носи името на грузинския дисидент, музикант и поет Мераб Костава. Цялата тази зона образува центъра на Амбролаури и в него са съсредоточени всички обекти с обществени функции. В средата на площада с бутилката е издигнат паметник на виното „Хванчкара“, най-известното, произвеждано в града и района. Улицата, започваща от него формира около себе си голям, но безинтересен квартал. Останалата част има по-селски вид.
От Площада с бутилката започва улица „Костава“, която завършва на „Главния площад“. На север от нея са развити няколко малки улички – „Хванчкари“, „Руставели“ и други. Вляво, на края на „Костава“ расте елхов парк, където е издигнат обелиск на жертвите от 9 април 1989 година, в нощта на „Кървавата неделя“. Тогава мирна демонстрация в Тбилиси е потушена от подразделения на вътрешните войски в Грузия и Съветската армия. Убити са 19 души и стотици са ранени. Срещу обелиска е построен храм, до високата каменна Рачинска кула, най-древната постройка в града.
Улицата излиза на новия, чист и солиден Главен площад. В центъра му е поставена скулптурна фигура на свети Георги, пронизващ с копието си змея. На площада се намират сградите на градския съвет и полицията. След него, перпендикулярно на „Костава“, върви улица „Агмошенебели“, която води към моста. В началото му има два ресторанта, в които се предлагат грузински национални ястия – харчо (супа от говеждо с ориз), хинкали, наподобяващи пелмени и бира. Традиционното вино тук е Цоликаури. След моста, от другата страна на центъра, е разположен малък пазар.
В центъра е построена театрална сграда и музей на изобразителните изкуства. Колекцията на музея наброява 526 картини от известни грузински художници – Ладо Гудиашвили, Елена Ахвледиани, Давид Какабадзе, Уча Джапаридзе, Автандил Варази и други. Годишно през музея минават над 800 посетителя.

## Промишленост
В Амбролаури е развита хранително-вкусовата промишленост. Работят предприятия, произвеждащи различни марки вина и плодови сокове. Действа фабрика за производство на разнообразни сладкарски произведения. В града функционира фабрика за преработка и производство на дървесина. Работи и една шивашка фабрика.
Изгодното географско разположение на града обезпечава благоприятни условия за развитие на търговията и транспортните услуги.